# 1966年京西宾馆会议
1966年京西宾馆会议也简称为京西宾馆会议，是指1966年3月4日中共中央在北京京西宾馆召开的讨论罗瑞卿问题的会议。